# Crosley Field
O Crosley Field foi um estádio localizado em Cincinnati, no estado de Ohio, nos Estados Unidos, foi inaugurado em 1912 e foi a casa do time de beisebol Cincinnati Reds entre os anos de 1912 e 1970 e do time de futebol americano Cincinnati Reds  entre 1933 e 1934 e do Cincinnati Bengals da AFL entre 1941 e 1943, foi demolido em 1972 quando os Reds passaam a mandar os seus jogos no Riverfront Stadium.